# Bailly (Yvelines)
Pour les articles homonymes, voir Bailly.
Bailly est une commune française située dans le département des Yvelines en région Île-de-France.

## Géographie

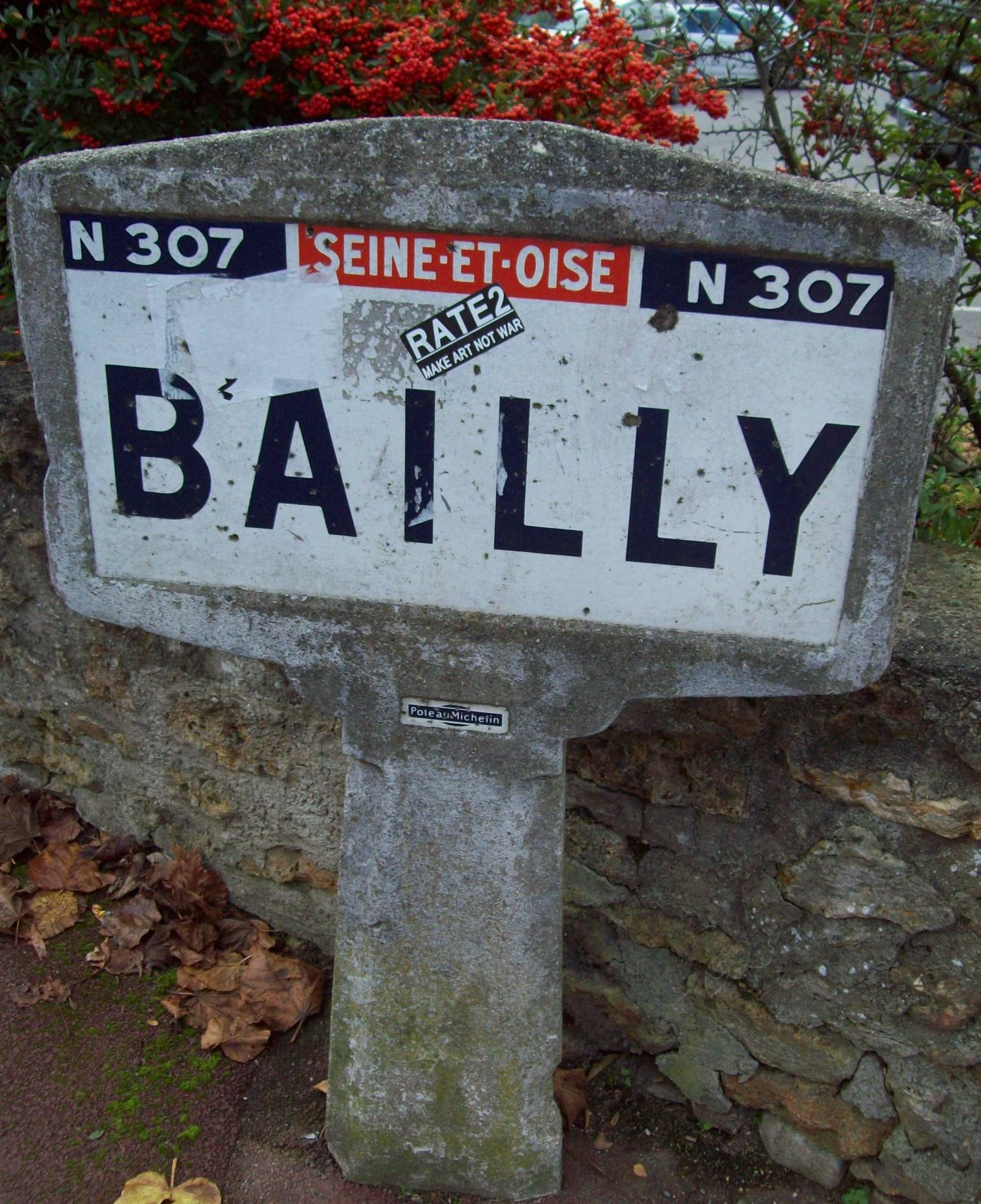
Ancien panneau d'entrée.

### Localisation
Bailly est située dans la plaine de Versailles en bordure de la forêt de Marly à 8 km par la route du centre de Versailles.

### Communes limitrophes
Elle est limitrophe des communes de Marly-le-Roi au nord, Louveciennes au nord-est par les voies forestières, Le Chesnay-Rocquencourt à l'est, Versailles au sud-est, Saint-Cyr-l'École au sud, Fontenay-le-Fleury au sud-ouest, Noisy-le-Roi à l'ouest et L'Étang-la-Ville au nord-ouest sur environ 200 m.
Bailly est reliée aux jardins du château de Versailles au sud-est de la ville. C'est une ville bourgeoise de l'Ouest parisien où se regroupaient beaucoup d'anciennes familles nobles et qui avec les générations sont pour la plupart restées.

### Climat
Pour des articles plus généraux, voir Climat de l'Île-de-France et Climat des Yvelines.
En 2010, le climat de la commune est de type climat océanique dégradé des plaines du Centre et du Nord, selon une étude du CNRS s'appuyant sur une série de données couvrant la période 1971-2000. En 2020, Météo-France publie une typologie des climats de la France métropolitaine dans laquelle la commune est exposée à un climat océanique altéré et est dans la région climatique  Sud-ouest du bassin Parisien, caractérisée par une faible pluviométrie, notamment au printemps (120 à 150 mm) et un hiver froid (3,5 °C). 
Pour la période 1971-2000, la température annuelle moyenne est de 10,8 °C, avec une amplitude thermique annuelle de 14,8 °C. Le cumul annuel moyen de précipitations est de 654 mm, avec 10,9 jours de précipitations en janvier et 7,9 jours en juillet. Pour la période 1991-2020, la température moyenne annuelle observée sur la station météorologique la plus proche, située sur la commune de Trappes à 9 km à vol d'oiseau, est de 11,6 °C et le cumul annuel moyen de précipitations est de 686,3 mm,. Pour l'avenir, les paramètres climatiques de la commune estimés pour 2050 selon différents scénarios d'émission de gaz à effet de serre sont consultables sur un site dédié publié par Météo-France en novembre 2022.

## Urbanisme

### Typologie
Au 1er janvier 2024, Bailly est catégorisée ceinture urbaine, selon la nouvelle grille communale de densité à sept niveaux définie par l'Insee en 2022.
Elle appartient à l'unité urbaine de Noisy-le-Roi, une agglomération intra-départementale regroupant trois  communes, dont elle est une commune de la banlieue,,. Par ailleurs la commune fait partie de l'aire d'attraction de Paris, dont elle est une commune de la couronne,. Cette aire regroupe 1 929 communes,.

### Voies de communications et transports
La ville était autrefois desservie par la ligne de la Grande Ceinture à la gare éponyme. La halte ferma ses portes en 1939 par manque de rentabilité. La gare rouvre en juillet 2022 à l’occasion de la mise en service de la ligne 13 du tramway d'Île-de-France qui relie la Gare de Saint-Germain-en-Laye à celle de Saint-Cyr.
La commune est desservie par :
- les lignes 6217, 6276 et 6283 du réseau de bus Grand Versailles ;
- par les lignes 5270, 5295, 5341 et 5371 du réseau de bus Centre et Sud Yvelines.

## Toponymie
Le nom de la localité est attesté sous les formes Bataliacum [Quand ?], Balliacum en 1351, Baalliacum, Ballietum, Baalle en 1207, Baalei à l'époque romane, puis Baali, Bailly Val de Gallye en 1559 et entre 1649 et 1659.
Bailly est un toponyme, fort répandu en France, soit seul, soit précédé d'un article, soit suivi d'un autre nom, il est mentionné dans 17 départements et désigne environ 40 localités, peut dériver du gaulois, du vieux français baile « enclos », du latin Baillium, dû à l'existence d'un fort à l’époque gallo-romaine, un vicus formé en rectangle autour de la villa d’un dignitaire ayant la fonction de bailli, employé comme sobriquet, de l’anthroponyme Batallius auquel est ajouté le suffixe -acum, de localisation et de propriété.
Homonymie avec Bailly (Oise).

## Histoire
La commune, longtemps restée rurale, se développe dans les années 1960 avec la création de grands ensembles résidentiels comme Harmonie Ouest. Proche de Paris par le Triangle de Rocquencourt, elle est affectée par le phénomène de rurbanisation.
Il y a eu pendant longtemps un château seigneurial maintenant détruit.
Le 20 août 1944, les gardiens de la paix de la préfecture de police de Paris, Louis Huet et Raymond Rodon, déguisés en sapeurs-pompiers et venant à bicyclette à la rencontre des troupes américaines signalées dans la région, sont capturés et exécutés à l'entrée du village par les nazis.
Le 21 août 1944, Georges Blandon, venu désamorcer les bombes destinées à faire sauter le fort du Trou-d'Enfer, est fusillé par les SS.

## Population et société

### Démographie

#### Évolution démographique
L'évolution du nombre d'habitants est connue à travers les recensements de la population effectués dans la commune depuis 1793. Pour les communes de moins de 10 000 habitants, une enquête de recensement portant sur toute la population est réalisée tous les cinq ans, les populations de référence des années intermédiaires étant quant à elles estimées par interpolation ou extrapolation. Pour la commune, le premier recensement exhaustif entrant dans le cadre du nouveau dispositif a été réalisé en 2008.

En 2022, la commune comptait 3 690 habitants, en évolution de −3,55 % par rapport à 2016 (Yvelines : +2,72 %, France hors Mayotte : +2,11 %).
| 1793 | 1800 | 1806 | 1821 | 1831 | 1836 | 1841 | 1846 | 1851 |
| ---- | ---- | ---- | ---- | ---- | ---- | ---- | ---- | ---- |
| 442  | 421  | 449  | 406  | 383  | 404  | 346  | 352  | 384  |

| 1856 | 1861 | 1866 | 1872 | 1876 | 1881 | 1886 | 1891 | 1896 |
| ---- | ---- | ---- | ---- | ---- | ---- | ---- | ---- | ---- |
| 367  | 380  | 381  | 372  | 375  | 383  | 412  | 384  | 367  |

| 1901 | 1906 | 1911 | 1921 | 1926 | 1931 | 1936 | 1946 | 1954 |
| ---- | ---- | ---- | ---- | ---- | ---- | ---- | ---- | ---- |
| 369  | 332  | 356  | 403  | 415  | 478  | 426  | 445  | 635  |

| 1962 | 1968  | 1975  | 1982  | 1990  | 1999  | 2006  | 2008  | 2013  |
| ---- | ----- | ----- | ----- | ----- | ----- | ----- | ----- | ----- |
| 655  | 1 191 | 1 885 | 3 679 | 4 145 | 4 094 | 4 022 | 3 975 | 3 886 |

| 2018  | 2022  | - | - | - | - | - | - | - |
| ----- | ----- | - | - | - | - | - | - | - |
| 3 615 | 3 690 | - | - | - | - | - | - | - |

#### Pyramide des âges
En 2018, le taux de personnes d'un âge inférieur à 30 ans s'élevait à 32,8 %, soit en dessous de la moyenne départementale (38,0 %). À l'inverse, le taux de personnes d'âge supérieur à 60 ans est de 29,5 % la même année, alors qu'il est de 21,7 % au niveau départemental.
En 2018, la commune comptait 1 716 hommes pour 1 899 femmes, soit un taux de 52,53 % de femmes, légèrement supérieur au taux départemental (51,32 %).
Les pyramides des âges de la commune et du département s'établissent comme suit.
| Hommes | Classe d’âge | Femmes |
| ------ | ------------ | ------ |
| 0,6    | 90 ou +      | 0,5    |
| 9,3    | 75-89 ans    | 10,2   |
| 18,3   | 60-74 ans    | 20,0   |
| 21,4   | 45-59 ans    | 22,6   |
| 16,1   | 30-44 ans    | 15,3   |
| 13,0   | 15-29 ans    | 13,3   |
| 21,3   | 0-14 ans     | 18,2   |

| Hommes | Classe d’âge | Femmes |
| ------ | ------------ | ------ |
| 0,6    | 90 ou +      | 1,4    |
| 6      | 75-89 ans    | 7,8    |
| 13,5   | 60-74 ans    | 14,8   |
| 20,7   | 45-59 ans    | 20,1   |
| 19,6   | 30-44 ans    | 19,9   |
| 18,5   | 15-29 ans    | 16,8   |
| 21,2   | 0-14 ans     | 19,2   |

## Jumelages
Les villes jumelées de Bailly sont les mêmes qu'à Noisy-le Roi,ce sont les suivantes : 
- Albion (États-Unis)
- Godella (Espagne)

### Enseignement
Avec la commune de Noisy-le-Roi, Bailly partage le collège de La Quintinye.
Elle comprend l'école Saint-Bernard, un établissement catholique traditionaliste privé hors contrat pour garçons, administré par la Fraternité sacerdotale Saint-Pie-X, qui accueille des élèves de la maternelle à la terminale.
Elle compte aussi le seul lycée Montessori de France, dénommé « Athéna ». Cet établissement hors contrat a été créé en 1991. Il accueille des élèves de la maternelle au baccalauréat, 165 en 2021.

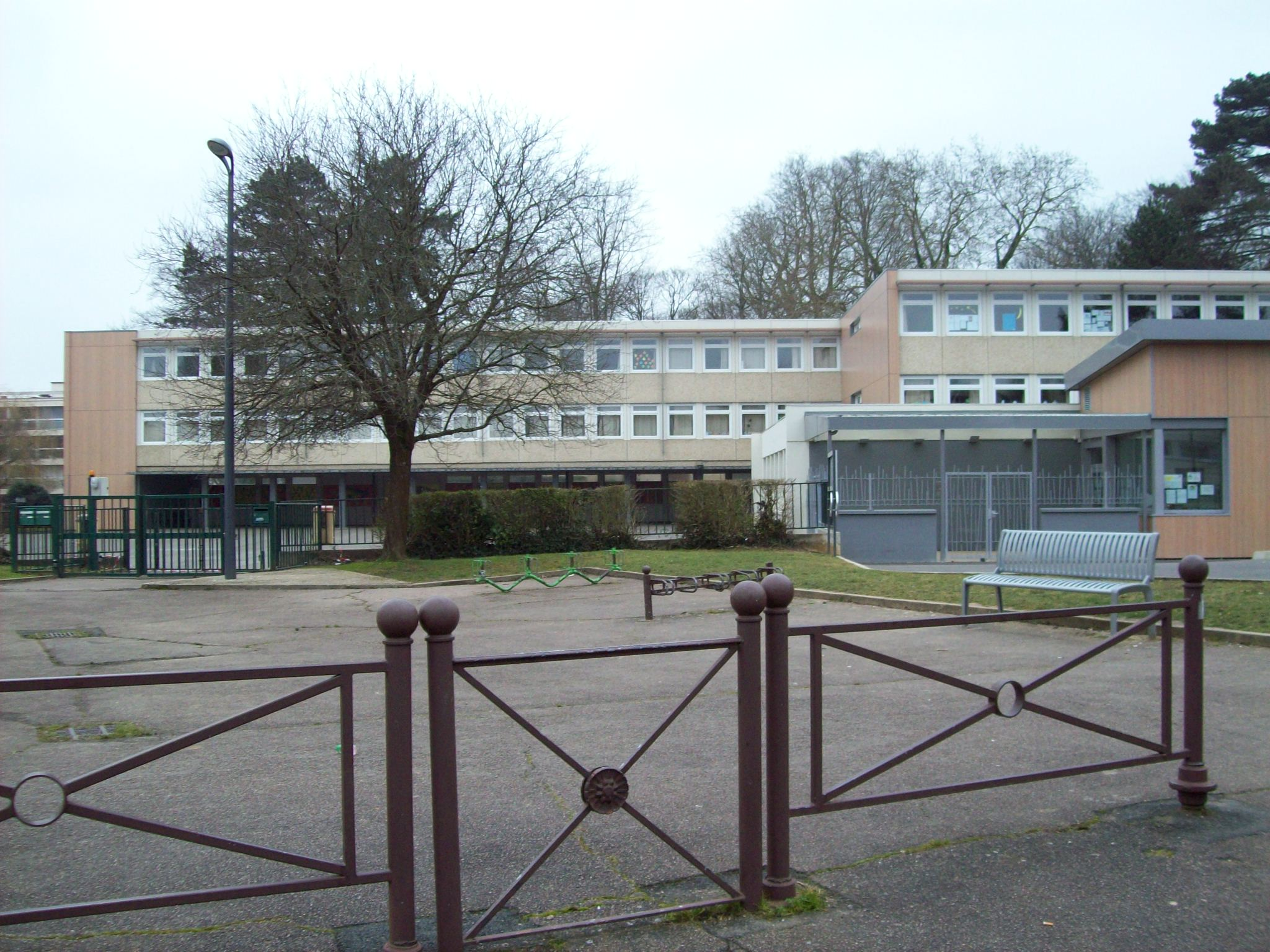
L'école primaire de Bailly, après rénovation.

### Manifestations culturelles et festivités
L'association Bailly Art Culture (BAC) organise de nombreuses manifestations (expositions, concerts…) originales et toujours très suivies.

### Sports
Avec la commune de Noisy-le-Roi, Bailly partage des structures sportives (via l'organisme SIBANO).

## Économie

### Emploi et activités
Au recensement de 1999, la commune comptait 1 006 emplois, dont 51,3 % féminins. La proportion de salariés représentait 89,2 % de l'emploi total.
Ces emplois se répartissaient principalement dans le secteur tertiaire avec 886 emplois, soit 88,1 % du total, dont 22,2 % dans les services aux entreprises et aux particuliers et 10,9 dans le commerce. L'agriculture regroupait 7,1 % des emplois, l'industrie 4,1 % et la construction 0,8 %.
La population active comptait 1 867 personnes, soit un taux d'activité de 58,8 %. Parmi celles-ci, 1 737 avaient un emploi et 126 étaient en chômage, soit un taux de chômage de 6,7 %, inférieur au taux national (12,8 %) et à la moyenne départementale (8,7 %). Cette population active est en très légère diminution, - 0,5 % entre 1990 et 1999. Dans la même période, le nombre de chômeurs augmentait de 75 %.
Parmi les personnes ayant un emploi, seulement 178 (10,2 %) travaillaient dans la commune, chiffre en baisse de 31,3 % par rapport à 1990, tandis que 89,8 % travaillaient à l'extérieur de la commune, 688 (39,6 %) dans les Yvelines et 871 (50,1 %) dans les départements voisins. Les transports domicile-travail se faisaient très majoritairement (72,6 %) en voitures particulières.

### Patrimoine architectural
- Château Louis XIII (propriété de la Société philanthropique/fondation Stern pour la rééducation d'enfants paralytiques).
- Tour du télégraphe Chappe.
- Table royale.
- Anciennes batteries militaires de 1870.
- Église Saint-Sulpice, classique des XIIIe et XVIIe siècles.
- Calvaire qui aurait été consacré par saint Vincent-de-Paul.
- Musée dans une salle de la mairie.

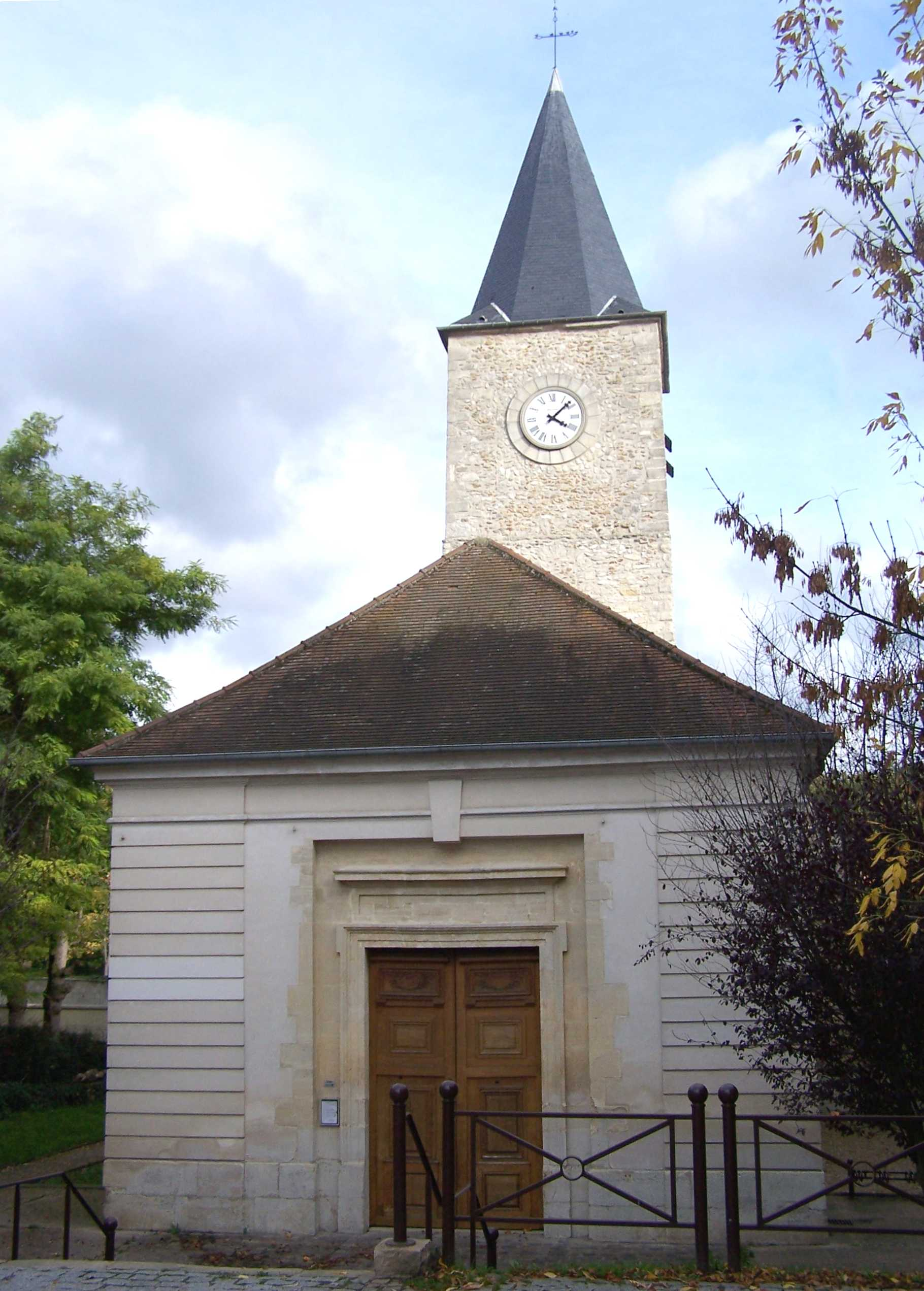
L'église.
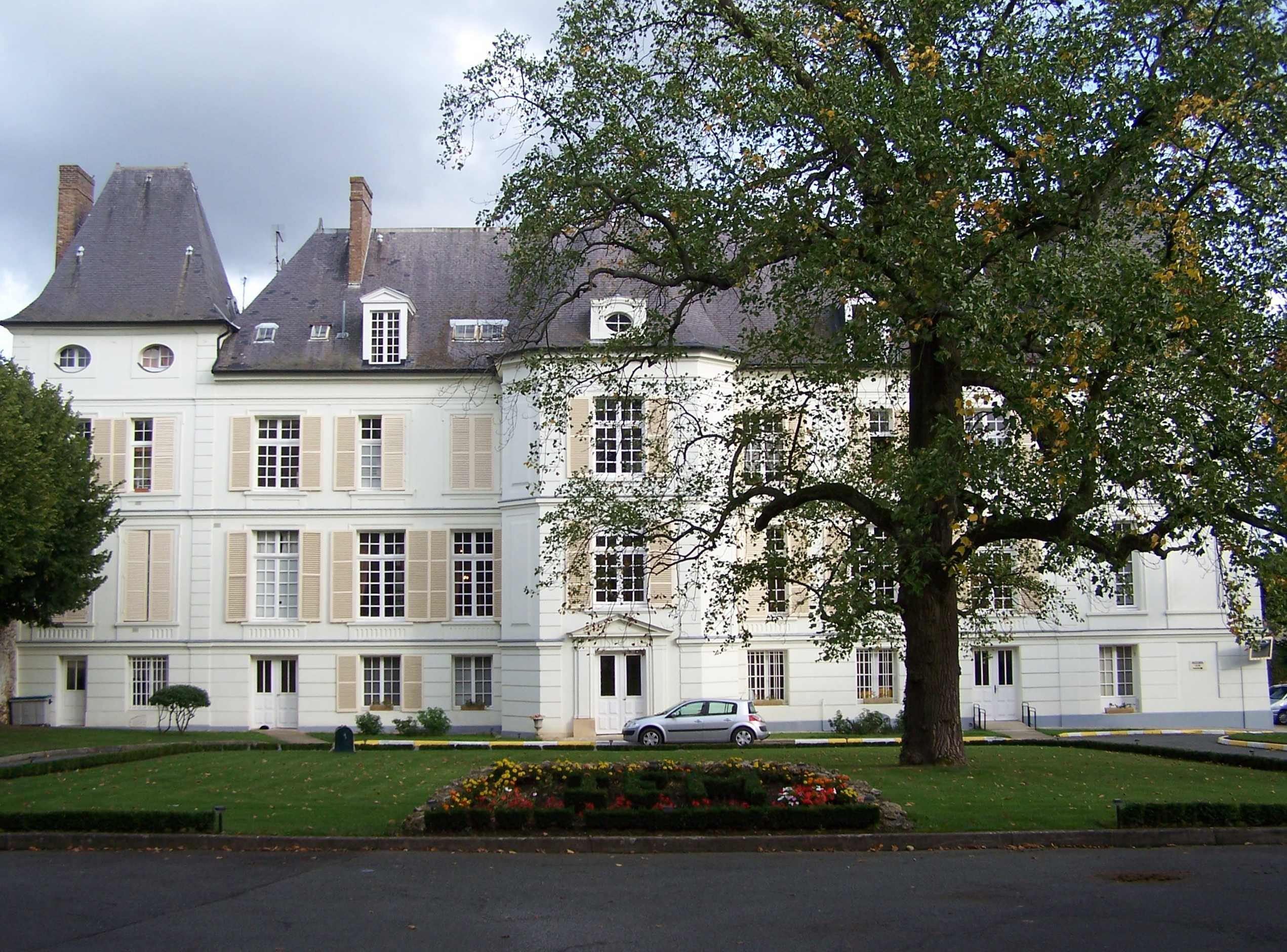
Le château.
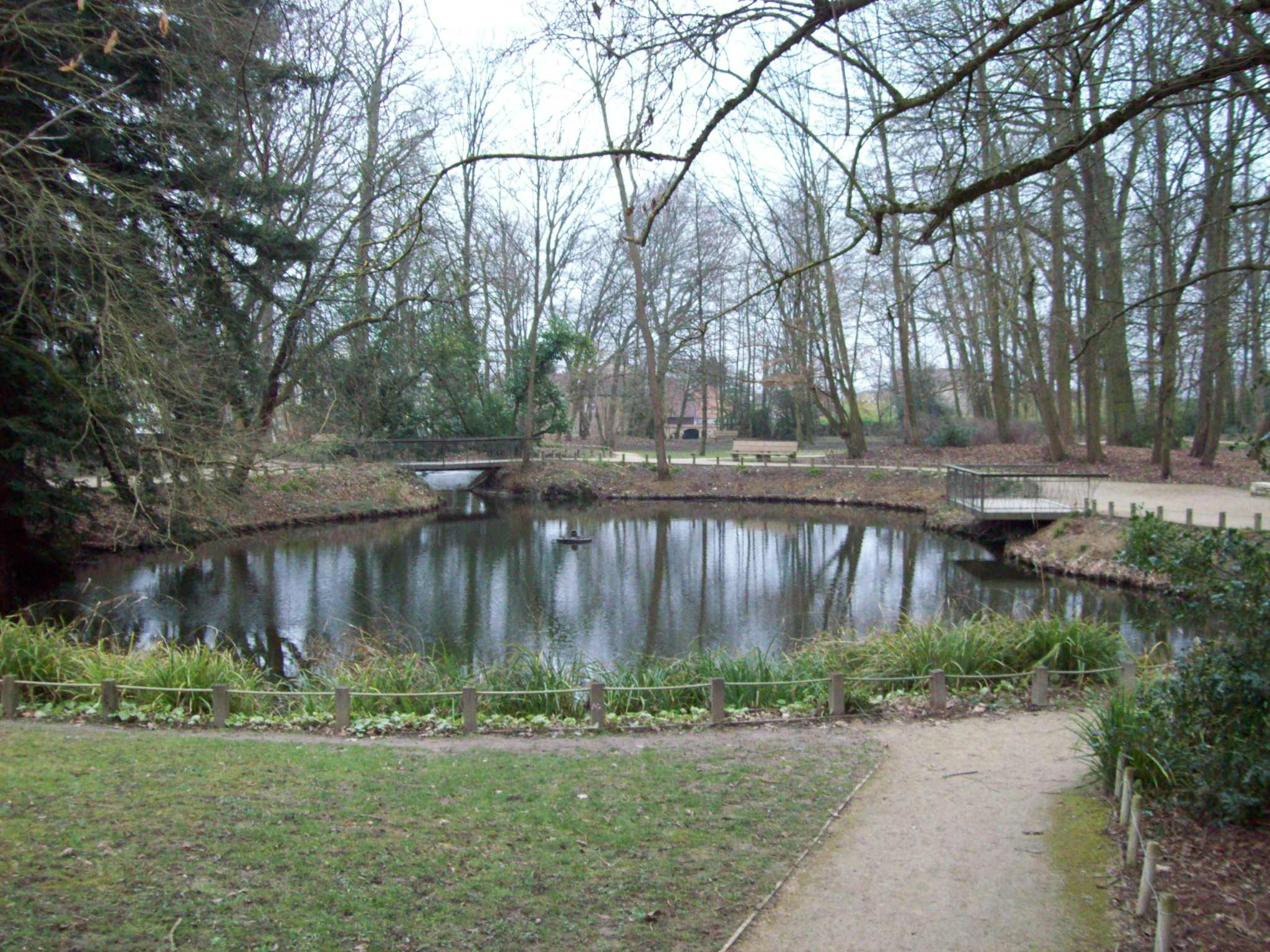
Le parc de la Châtaigneraie après réaménagement.

### Personnalités liées à la commune
- Louis Huet et Raymond Rodon, gardiens de la paix de la préfecture de police de Paris, venant à bicyclette à la rencontre des troupes américaines signalées dans la région, sont capturés et exécutés à l'entrée du village par les nazis le 20 août 1944.
- Georges Blandon, venu désamorcer les bombes destinées à faire sauter le fort du Trou-d'Enfer, est fusillé par les SS le 21 août 1944.
- Blaise, Miguel et Pierre, membres du groupe de rap 47Ter, sont originaires de Bailly. Le nom de leur groupe provient de l’adresse de la salle des fêtes de Bailly où ils avaient, selon eux, l’habitude de se rendre.

### Héraldique
| Armes de Bailly | Les armes de Bailly se blasonnent ainsi : d'azur aux deux rameaux d'argent mouvants de la pointe aux feuilles de chêne et de laurier ainsi que trois fleurs de lys d'or. |